# Vorrei cantare come Biagio
Vorrei cantare come Biagio è un singolo del cantautore italiano Simone Cristicchi, pubblicato il 6 maggio 2005 come primo estratto dal primo album in studio Fabbricante di canzoni.

## Descrizione
Il titolo ed il testo fanno riferimento al cantante Biagio Antonacci; il brano, scritto con Leo Pari, è una provocatoria denuncia del mercato discografico italiano. In un'intervista concessa a TV Sorrisi e Canzoni, Cristicchi ha spiegato che, sebbene il brano sia diventato una specie di «simbolo del buonumore», in realtà è stato scritto in un periodo di grande sconforto per lui. Dopo anni di gavetta, Cristicchi aveva perso le speranze di riuscire a sfondare nel mondo della musica e Vorrei cantare come Biagio era una sorta di grido d'aiuto, che, ironia della sorte, è diventato il suo primo successo. Nascondendosi dietro la speranza di riuscire ad assomigliare in tutto e per tutto al più noto collega, Cristicchi denuncia con amara ironia le enormi difficoltà incontrate da un giovane artista, stimato dai «colleghi cantautori, i direttori generali e pure i produttori», che però deve accontentarsi del suo «pubblico di nicchia» se vuole preservare la sua individualità senza diventare il clone di qualcun altro.

## Promozione
Il singolo è uscito nei negozi il 6 maggio 2005, tuttavia la trasmissione radiofonica era già cominciata il 22 aprile, permettendo al brano di farsi conoscere. In poco tempo e a dispetto delle previsioni del suo stesso autore, Vorrei cantare come Biagio diventa un vero e proprio tormentone della stagione, anche se si tratta più di un successo radiofonico che commerciale, dato che il singolo riesce a malapena ad entrare nella top 20 dei dischi più venduti in Italia, per pochissime settimane.
Inoltre è stato aggiunto alla compilation blu del Festivalbar 2005.

## Video musicale
Il videoclip di Vorrei cantare come Biagio è stato girato in 35 mm a Verona da Gaetano Morbioli. È stato trasmesso per la prima volta il 9 maggio 2005. La sceneggiatura riprende da molto vicino il senso del testo, mostrando l'ingenuo cantante (interpretato da Cristicchi) alle prese con discografici disonesti e truffaldini. Cristicchi dopo aver firmato un contratto, non solo non ottiene nulla, ma viene persino derubato dell'automobile.
Il video ha ottenuto una candidatura nel 2005 al Premio Videoclip Italiano nella categoria "Artista emergente", premio poi vinto dai Negramaro.

## Tracce
1. Vorrei cantare come Biagio – 3:04
2. L'autistico – 3:17
3. Vorrei cantare come Biagio (Live) – 3:00
4. Vorrei cantare come Biagio (Instrumental) – 3:04

## Classifiche
| Classifica (2005-06) | Posizione massima |
| -------------------- | ----------------- |
| Italia               | 18                |
| Ucraina              | 95                |